# Deník princezny 2: Královské povinnosti
Deník princezny 2: Královské povinnosti (v anglickém originále The Princess Diaries 2:The Royal Engagement) je americký romantický pohádkový film z roku 2004 společnosti Walt Disney režiséra Garryho Marshalla s Anne Hathawayovou a Julií Andrewsovou v hlavní roli. Jedná se o snímek, který tematicky čerpá z knihy Meg Cabotové Princezniny deníky. Film navazuje na předchozí snímek Deník princezny z roku 2001.

## Děj
Na rozdíl od prvního dílu, kde se míchala skutečnost a fikce, se v tomto případě jedná o téměř stoprocentně pohádkový příběh, který se odehrává pouze a výhradně ve fiktivním evropském království Genovii. Snímek líčí osudy princezny Mii od chvíle kdy ve svých 21 letech ukončila svá studia až do den jejího nástupu na královský trůn ve fiktivní zemi Genovii.

## Hrají
- Anne Hathawayová (Mia Thermopolisová - princezna Mia, celým Amelia Mignonette Thermopolis Renaldi, princezna a královna genovijská)
- Julie Andrewsová (Královna Clarisse Renaldi - princeznina babička Clarisse Renaldiová)
- Hector Elizondo (Joe - šéf královniny ochranky, manžel královny, nevlastní dědeček princezny Mii)
- Heather Matarazzo (Lilly Moscovitzová - přítelkyně a spolužačka princezny a královny Mii, sestra Michaela)
- Caroline Goodallová (Helen Thermopolisová - matka princezny a královny Mii)
- Larry Miller (Paolo Puttanesca - kadeřník a vizážista)
- Sean O'Bryan (Patrick O'Connell - manžel Helen Thermopolisové, bývalý učitel a nevlastní otec princezny a královny Mii)
- Kathleen Marshall (Charlotte Kutaway - osobní asistentka a sekretářka královny Clarisse)
- John Rhys-Davies (Vikomt Mabrey)
- Chris Pine (Lord Nicholas Devereaux)
- Callum Blue (vévoda Andrew Jacoby, snoubenec princezny Mii)
- Tom Poston (Lord Palimore)
- Joel McCrary (Premiér Motaz)
- Kim Thomson (Elsie Penworthyová - televizní reportérka)
- Raven Symoné (Asana)
- Matthew Walker (kapitán Kip Kelly)
- Spencer Breslin (Princ Jacques Dubé)
- Tom Hines (majordomus)
- Allan Kent (Bracelet Footman)

## Zajímavosti
- V jedné epizodní scéně zde vystupuje i ruská operní pěvkyně Anna Netrebko, která zde hraje samu sebe.
- V jiné scéně nepovedené princezniny svatby a posléze povedené svatby její babičky Clarisse Renaldiové vystupuje v drobné roli sbormistryně i Kate McCauley-Hathaway, maminka Anne Hathawayové.
- Ve vstupní síni genovijského paláce je na stěně vymalovaný zámek v Českém Krumlově.

## Přijetí

### Tržby
Film vydělal 95,2 milionů dolarů v Severní Americe a 39,6 milionů dolarů v ostatních oblastech, celkově tak vydělal 134,7 milionů dolarů po celém světě. Rozpočet filmu činil 40 milionů dolarů. Za první víkend vydělal 23 milionů dolarů z 3 472 kin.

### Recenze
Film získal spíše negativní recenze od kritiků. Na recenzní stránce Rotten Tomatoes získal ze 115 započtených recenzí 25 procent. Na serveru Metacritic snímek získal z 31 recenzí 43 bodů ze sta. Na Česko-Slovenské filmové databázi si snímek k 29. prosinci 2018 drží 42 %.

### Ocenění a nominace
| Rok  | Ocenění           | Kategorie                       | Nominovaní      | Výsledek  |
| ---- | ----------------- | ------------------------------- | --------------- | --------- |
| 2005 | ASCAP Awards      | nejvýdělečnější film            | John Debney     | vítězství |
| 2005 | Black Reel Awards | nejlepší scénář                 | Shonda Rhimes   | nominace  |
| 2005 | Imagen Awards     | nejlepší herec ve vedlejší roli | Hector Elizondo | nominace  |